# Armadillidium gerstaeckeri
Armadillidium gerstaeckeri is een pissebed uit de familie Armadillidiidae. De wetenschappelijke naam van de soort is voor het eerst geldig gepubliceerd in 1901 door Verhoeff.